# Ponte Champlain

A ponte Champlain (pont Champlain, em francês) é uma ponte rodoviária que liga as cidades de Montreal a Brossard, passando por cima do rio São Lourenço. Esta ponte é a mais movimentada do Canadá.

## História

### Construção e reflexões
A ponte foi aberta a circulação em 28 de junho de 1962. A previsão era possuir apenas 4 pistas, mas estudos apontaram para a construção de 2 vias adicionais para melhorar o fluxo de veículos da parte sul da ilha. Ela possui então 6 vias de circulação separadas por uma via no meio. A ponte é feita de aço e recebe atualmente cerca de 57 milhões de carros por ano. A ponte era pedagiada até 1990.

### Reciclagem
Em torno de 80% do aço e concreto resultante da demolição da ponte Champlain serão reciclados.

## Circulação

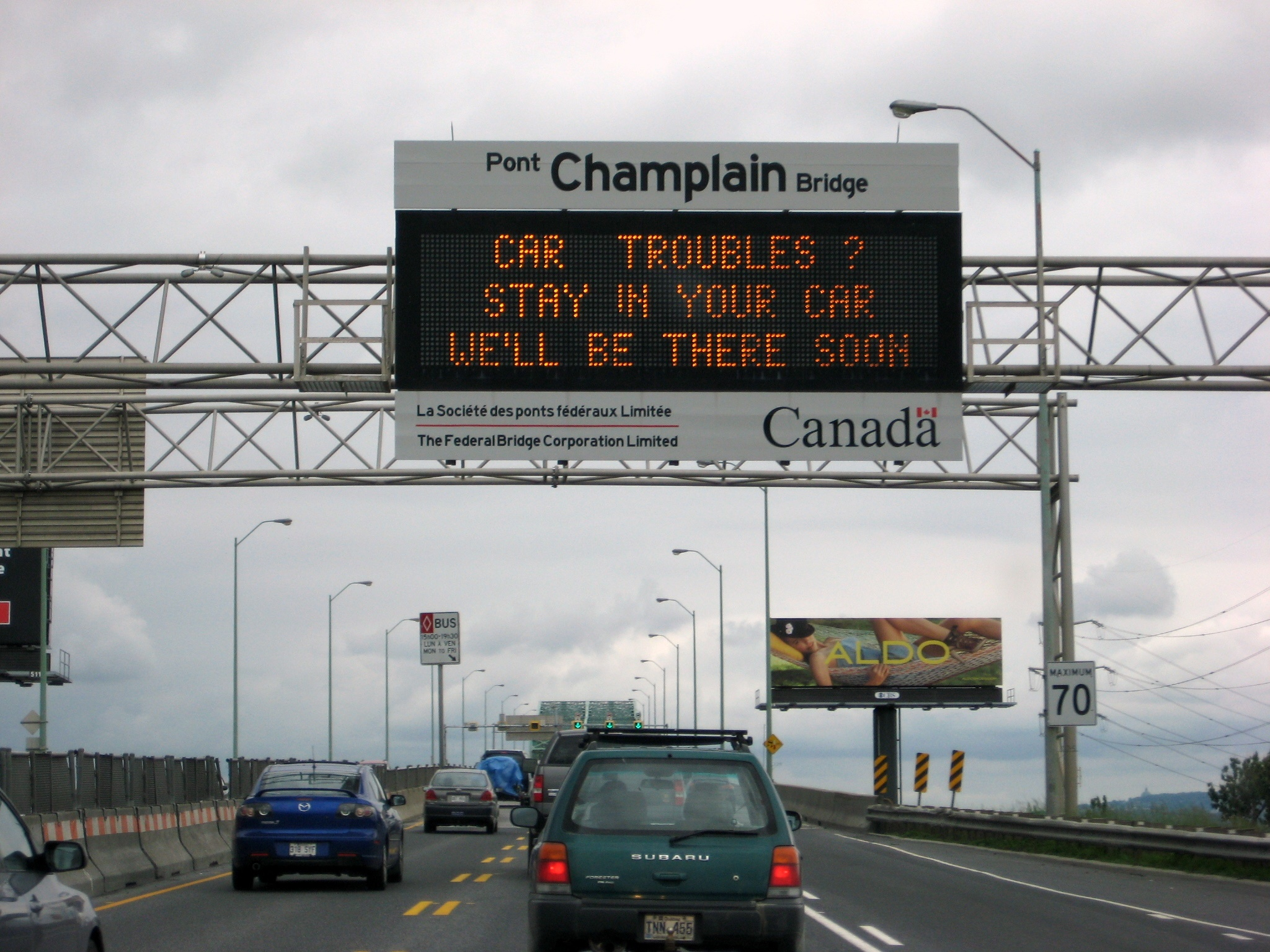
Sobre a ponte, em direção a Montreal